# Eleanor Dark
Eleanor Dark (Croydon, 26 agosto 1901 – Katoomba, 11 settembre 1985) è stata una scrittrice australiana che ha scritto Prelude to Christopher (1934) e Return to Coolami (1936), entrambi vincitori della ALS Gold Medal (medaglia d'oro della Società Letteraria Australiana per la letteratura), e l'opera più conosciuta The Timeless Land (1941). 
Ha utilizzato anche lo pseudonimo di Patricia O'Rane.

## Biografia
Eleanor Dark nacque a Sydney nel 1901, seconda di tre figli del poeta, scrittore e parlamentare Dowell O'Reilly e di sua moglie Eleanor McCulloch O'Reilly. Studiò al Redland College a Cremorne, conosciuta anche come Pixie O'Reilly. Dopo aver finito la scuola e non essendo entrata all'università, apprese la dattilografia intraprendendo il lavoro di segretaria. Nel febbraio del 1922 sposò il dott. Eric Payten Dark (1889-1987), vedovo, medico generico e scrittore di libri, articoli e opuscoli riguardanti la politica e la medicina. Erik Dark fu un attivo membro dei Labor del New South Wales e fu coinvolto nel dibattito contemporaneo politico; fu anche un devoto socialista e comunista. Tra i suoi libri vi sono The world against Russia e Who are the Reds.
La coppia visse a Katoomba, nel Nuovo Galles del Sud, dove nacque il loro figlio Michael. 
Qui lei scrisse otto delle sue dieci opere, tra cui romanzi e articoli.  Ha contribuito alla rivista Walkabout, dove ha condiviso, come ha riportato Erik Lowe, la sua passione per la flora Australiana. Questa passione è evidente nell'articolo del 1955 The Blackall Range Country e, per quanto riguarda il senso della vita e della luce, nel 1951 pubblicò un articolo sulla bellezza dell'Australia centrale: 
Inoltre ha scritto sotto lo pseudonimo di "Patricia O'Rane".  
Lei e il marito, nel settembre 1949, fecero parte dell'Australian Peace Council. Nel 1950 acquistarono una fattoria a Montville nel Queensland, dove trascorsero sette anni. Qui  Eleanor scrisse il suo ultimo romanzo, Lantana lane. Il loro figlio Michael si trasferì a sua volta nel Queensland, dove si sopsò ed ebbe due figlie. Gli scritti politici del dott. Dark e i suoi coinvolgimenti nell'ala di sinistra favorirono l'attenzione degli elementi anticomunisti del Governo Menzies e dell'organizzazione dell'Intelligence Australiana.    
L'opera più famosa di Eleanor Dark è The Timeless Land (1941), prima parte di una trilogia, con Storm of Time (1948) e No barrier (1953).   
Fu nominata Ufficiale dell'Ordine dell'Australia nel giorno dedicato all'Australia del 1977. Negli ultimi anni di vita soffrì del blocco dello scrittore, di artrosi e depressione, vivendo come una reclusa, raramente vedendo i suoi amici o parenti. Eleanor Dark morì nel 1985 all'età di 84 anni.     
Michael Dark ereditò la casa di famiglia 'Varuna' a Katoomba, che nel 1988 è diventata un centro per scrittori conosciuto come Varuna, The Writers' House, gestito dalla Fondazione Eleanor Dark, di cui Michael Dark è rimasto presidente fino alla morte nel luglio 2015.

## Opere

### Romanzi
- Slow Dawning, 1932
- Prelude to Christopher, 1934
- Return to Coolami, 1936
- Sun Across the Sky, 1937
- Waterway, 1938
- The Little Company, 1945
- The Timeless Land, 1941
- Storm of Time, 1948
- No Barrier, 1953
- Lantana Lane, 1959